# Gottfried Finger
Gottfried Finger (Olomouc, 1655 – Mannheim, 31 agosto 1730) è stato un compositore ceco, nato nella regione della Moravia.

## Biografia
Non si hanno notizie certe sui primi anni della sua vita. Si ha comunque riscontro che fu alla Corte di Giacomo II d'Inghilterra prima di dedicarsi alla professione come compositore indipendente. Partecipò ad un concorso a Londra per la realizzazione di un'opera barocca dal titolo The Judgement of Paris dove si classificò al quarto posto. Successivamente si spostò in Germania a Mannheim dove morì nel 1730.

## Opere
La sua produzione musicale fu indirizzata nella composizione di pezzi per violino e opere liriche.